# Rhythm Inside
A Rhythm Inside (magyarul: Belső ritmus) egy dal, amely Belgiumot képviselte a 2015-ös Eurovíziós Dalfesztiválon, Bécsben a vallon Loïc Nottet előadásában. Az előadót a francia nyelvű, vallon közszolgálati televízió (RTBF) kérte fel a szereplésre.
A dalt és a hozzá készült videóklipet március 10-én a La Une csatornán mutatták be a The Voice Belgique című tehetségkutató előtt 20:15-kor.
Az előadó március 30-án, a Ornelis & Vancoillie című rádióműsorban adta elő először élőben a dalt.
A dalt az Eurovíziós Dalfesztiválon, Bécsben először a május 19-i első elődöntőben adták elő, fellépési sorrendben harmadikként az örmény Genealogy formáció Face the Shadow című dala után, a holland Trijntje Oosterhuis Walk Along című dala előtt. Innen a 2. helyen jutott tovább a döntőbe.
A május 23-án rendezett döntőben fellépési sorrendben tizenharmadikként adták elő. A dal a szavazás során 217 pontot szerzett, Franciaországtól, Hollandiától és Magyarországtól a maximális 12 pontot begyűjtve, ez a 4. helyet jelentette a huszonhét fős mezőnyben. Belgium 2010 után végzett ismét az első tízben.
A következő belga induló Laura Tesoro What’s the Pressure című dala volt a 2016-os Eurovíziós Dalfesztiválon.

## Külső hivatkozások
- Dalszöveg (angol nyelven). 4lyrics.eu
- A Rhythm Inside című dal videóklipje. YouTube-videó, Eurovision Song Contest, 2015. március 10.
- A dal előadása a 2015-ös Eurovíziós Dalfesztivál első elődöntőjében. YouTube-videó, Eurovision Song Contest, 2015. május 19.
- A dal előadása a 2015-ös Eurovíziós Dalfesztivál döntőjében. YouTube-videó, Eurovision Song Contest, 2015. május 23.